# Pseudophanerotoma zeteki
Pseudophanerotoma zeteki är en stekelart som först beskrevs av Joseph Augustine Cushman 1922.  Pseudophanerotoma zeteki ingår i släktet Pseudophanerotoma och familjen bracksteklar. Inga underarter finns listade i Catalogue of Life.